# Chile en los Juegos Olímpicos de Pyeongchang 2018
Chile participó en los Juegos Olímpicos de invierno en Pyeongchang (Corea del Sur) del 9 al 25 de febrero de 2018. La organización responsable del equipo olímpico chileno fue el Comité Olímpico de Chile, así como las federaciones deportivas nacionales de cada deporte con participación.
La delegación chilena estuvo integrada por siete deportistas (cuatro mujeres y tres hombres): en esquí de fondo o cross-country skiing: Yonathan Fernández en 15 km estilo clásico y Claudia Salcedo en 10 km estilo clásico; en esquí alpino: Noelle Barahona en descenso, gigante, súper G, eslalon y combinado; Henrik von Appen en descenso y súper G, y Kai Horwitz en eslalon y gigante; en esquí acrobático: Dominique Ohaco en slopestyle y Stephanie Joffroy en skicross.
Por su parte, Julio Soto compitió en esquí alpino paralímpico.

## Deportes
Estos son los deportes en los que Chile tuvo participación:
| Deporte              | Hombres | Mujeres | Total |
| -------------------- | ------- | ------- | ----- |
| Esquí Alpino         | 2       | 1       | 3     |
| Cross-country skiing | 1       | 1       | 2     |
| Freestyle skiing     | 0       | 2       | 2     |
| Total                | 3       | 4       | 7     |

## Atletas
Chile estuvo representado por tres hombres y cuatro mujeres en esquí alpino, esquí de fondo y salto en esquí.

### Esquí Alpino
| Atleta           | Evento                    | Hit 1   | Hit 1 | Hit 2  | Hit 2 | Total   | Total |
| Atleta           | Evento                    | Tiempo  | Pos.  | Tiempo | Pos.  | Tiempo  | Pos.  |
| ---------------- | ------------------------- | ------- | ----- | ------ | ----- | ------- | ----- |
| Kai Horwitz      | Eslalon Gigante Masculino | 1:14.88 | 47    | DNF    | DNF   | DNF     | DNF   |
| Kai Horwitz      | Eslalon Masculino         | DNF     | DNF   | DNF    | DNF   | DNF     | DNF   |
| Henrik von Appen | Combinado Masculino       | 1:21.16 | 22    | DNS    | DNS   | DNF     | DNF   |
| Henrik von Appen | Descenso Masculino        |         |       |        |       | 1:44.02 | 34    |
| Henrik von Appen | Super-G Masculino         |         |       |        |       | 1:27.57 | 30    |
| Noelle Barahona  | Combinado Femenino        | DNF     | DNF   | DNF    | DNF   | DNF     | DNF   |
| Noelle Barahona  | Descenso Femenino         |         |       |        |       | 1:44.24 | 25    |
| Noelle Barahona  | Eslalon Gigante Femenino  | DNF     | DNF   | DNF    | DNF   | DNF     | DNF   |
| Noelle Barahona  | Super-G Femenino          |         |       |        |       | 1:27.16 | 39    |

### Esquí de Fondo
| Atleta                   | Evento                | Final   | Final    | Final |
| Atleta                   | Evento                | Tiempo  | DIF      | Pos.  |
| ------------------------ | --------------------- | ------- | -------- | ----- |
| Yonathan Jesús Fernández | 15 km Libre Masculino | 42:49.9 | +9:06.0  | 102   |
| Claudia Salcedo          | 10 km Libre Femenino  | 37:19.2 | +12:18.7 | 90    |

### Salto en Esquí

#### Carrera
| Atleta            | Evento           | Ubicación | Ubicación | 1/16 | Cuartos de final | Semifinal | Final | Final     |
| Atleta            | Evento           | Tiempo    | Lugar     | Pos. | Pos.             | Pos.      | Pos.  | Ubicación |
| ----------------- | ---------------- | --------- | --------- | ---- | ---------------- | --------- | ----- | --------- |
| Stephanie Joffroy | Carrera Femenino | 1:16.70   | 18        |      |                  |           |       |           |

#### Slopestyle
| Atleta          | Evento              | Clasificación | Clasificación | Clasificación | Clasificación | Final        | Final        | Final        | Final        | Final        |
| Atleta          | Evento              | Hit 1         | Hit 2         | Mejor         | Pos.          | Hit 1        | Hit 2        | Hit 3        | Mejor        | Pos.         |
| --------------- | ------------------- | ------------- | ------------- | ------------- | ------------- | ------------ | ------------ | ------------ | ------------ | ------------ |
| Dominique Ohaco | Slopestyle Femenino | 16.00         | 38.60         | 38.60         | 20            | No clasificó | No clasificó | No clasificó | No clasificó | No clasificó |